# Audiența (film)
Audiența este un film românesc din 1979 regizat de George Cornea. Rolurile principale au fost interpretate de actorii Mircea Diaconu, Ilarion Ciobanu.

## Distribuție
- Mitzura Arghezi
- Mihaela Caracas
- Ilarion Ciobanu
- Mircea Diaconu
- Vladimir Găitan
- Aurel Giurumia
- Aimee Iacobescu
- Rodica Negrea
- Draga Olteanu Matei
- Silviu Stănculescu

## Producție
Filmările au avut loc în perioada ____. Cheltuielile de producție s-au ridicat la ___ lei.

## Primire
Filmul a fost vizionat de _____ de spectatori în cinematografele din România, după cum atestă o situație a numărului de spectatori înregistrat de filmele românești de la data premierei și până la data de 31 decembrie 2014 alcătuită de Centrul Național al Cinematografiei.